# الباشا مولاي علي لم (دوار الباشا)
الباشا مولاي علي لم هو دُوَّار يقع بجماعة أكلموس، إقليم خنيفرة، جهة بني ملال خنيفرة في المملكة المغربية. ينتمي الدوّار لمشيخة دوار الباشا التي تضم 3 دواوير. يقدر عدد سكانه بـ 1438 نسمة حسب الإحصاء الرسمي للسكان والسكنى لسنة 2004.

## روابط خارجية
- البوابة الوطنية للجماعات الترابية
- المندوبية السامية للتخطيط